# Hemiarthrus nematocarcini
Hemiarthrus nematocarcini is een pissebed uit de familie Bopyridae. De wetenschappelijke naam van de soort is voor het eerst geldig gepubliceerd in 1914 door Stebbing.